# Nachrodt-Wiblingwerde
Nachrodt-Wiblingwerde is een gemeente in de Duitse deelstaat Noordrijn-Westfalen, gelegen in de Märkischer Kreis in Sauerland. De gemeente Nachrodt-Wiblingwerde telt 6.466 inwoners (31 december 2020) op een oppervlakte van 29,00 km².

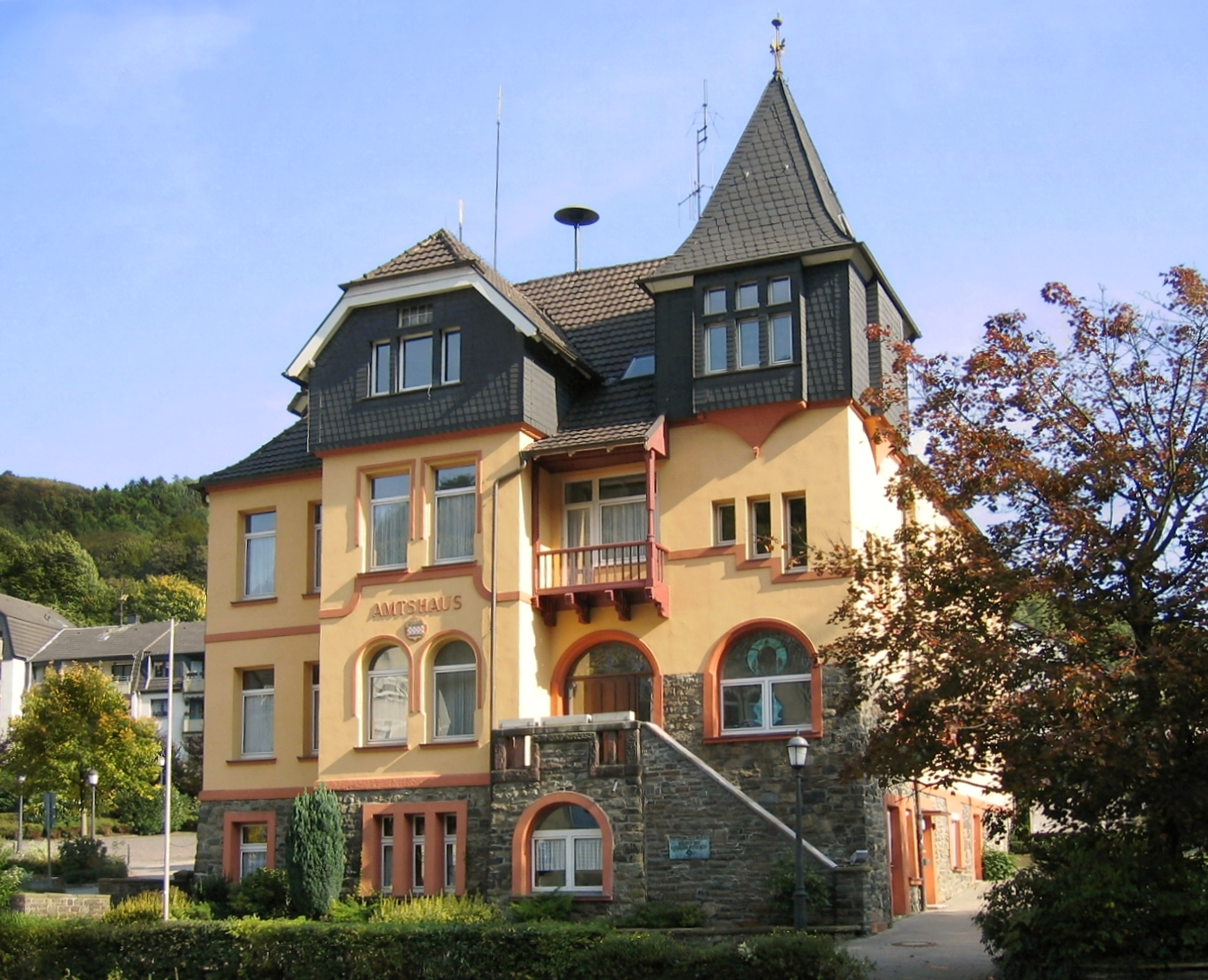
Altes Amtshaus

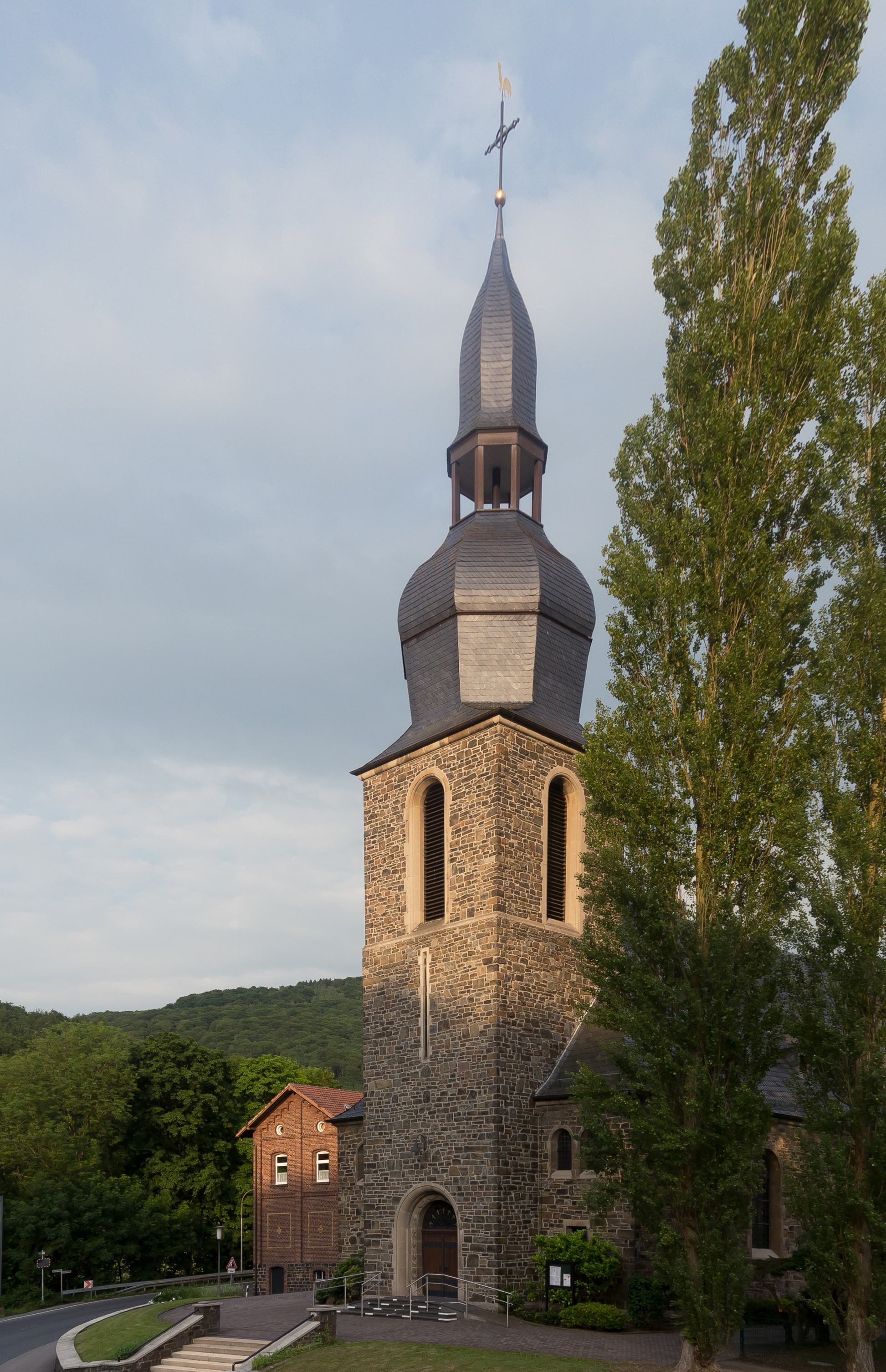
Kerk (Sankt Josef) in Nachrodt

Altena · Balve · Halver · Hemer · Herscheid · Iserlohn · Kierspe · Lüdenscheid · Meinerzhagen · Menden · Nachrodt-Wiblingwerde · Neuenrade · Plettenberg · Schalksmühle · Werdohl